# Zophobas morio
Zophobas morio — вид жуків з родини чорнотілки, чиї личинки відомі під назвою зофобас. Часто використовується спотворений варіант назви: «зоофобус».

## Опис
Історичною батьківщиною виду є Центральна і Південна Америка. Жуки досягають довжини 30-35 мм. Личинки довжиною до 60 мм.

## Життєвий цикл
Самка відкладає близько 150—200 яєць. Тривалість стадії яйця — 8-12 днів. Через 6-8 тижнів личинки перестають рости, а ще через 5-6 тижнів заляльковуються. Тривалість стадії лялечки — 3 тижні; середня тривалість життя імаго (дорослої особини) — 10 місяців.

## Розведення

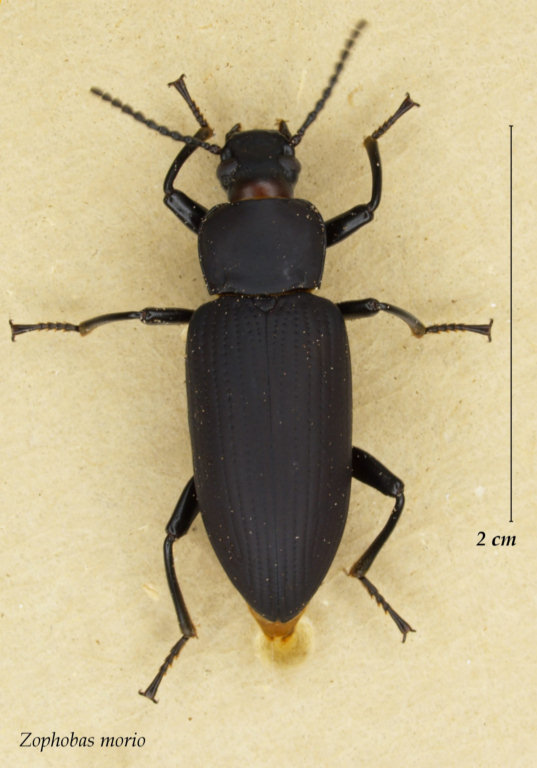
Жук

Нарівні з мармуровим тарганом, Zophobas morio вважається найбільш простою в утриманні кормовою комахою. Зофобас розводиться при кімнатній температурі в пластиковій посуді, заповненій шаром 3-4 см не хвойної стружки. Для розведення необхідно використовувати близько 10 жуків різної статі. Як корм використовуються вологі корми (морква, капуста) і сухі (геркулес, зрідка гаммарус). Після появи личинок (зовні нагадують черв'ячків) жуків потрібно відлучати. Для виведення жуків з великих личинок личинки розміщуються по одній у пластикових контейнерах і поміщаються у тепле вологе місце.
Личинки зофобас в промислових масштабах виробляються на птахофермах, де їжею для личинок слугують мертві птахи, а сам зофобас, у свою чергу, слугує кормом для птахів.

## Застосування
Личинки Zophobas morio використовуються як:
- корм для домашньої птиці (кури, гуси)
- корми екзотичних домашніх тварин (наприклад, павуків-птахоїдів і австралійських квакш)
- корми для комахоїдних комах (наприклад, мурах)
- рибальська наживка
- навчальний посібник у школах — на його прикладі демонструється перетворення личинок у дорослих комах.
- у Чехії випускається спиртова настоянка на личинках